# Shin Onigashima
Shin Onigashima (新・鬼ヶ島) est un jeu vidéo d'aventure textuel sorti au Japon en 1987 sur Famicom Disk System, en 1997 sur Super Famicom, puis en 2004 sur la Game Boy Advance dans le cadre de la collection Famicom Mini.

## Histoire
Il était une fois un couple de personnes âgées vivant dans le village de Nagakushi, un petit village situé loin dans les montagnes. Le couple n'avait pas d'enfants, jusqu'au jour où on leur confia la garde d'un garçon et d'une fille en bas âge, comme prophétisé dans un rêve. Les années ont passé et lorsque les deux enfants avaient 8 ans, un événement terrible s'est produit dans la capitale occidentale. Un dragon est soudainement apparu dans la ville, transformant les humains en oni, des ogres qui aspirent les âmes des autres humains. L'oni s'avança jusqu'au village de Nagakushi, enlevant les âmes du couple âgé. Heureusement, les deux enfants n'ont pas été blessés et se sont lancés dans une quête pour sauver leurs parents adoptifs, sans se rendre compte que cette aventure révélerait le secret de leurs véritables origines...